# Olympische Sommerspiele 2016/Rudern – Leichtgewichts-Doppelzweier (Männer)
Der Ruderwettbewerb im Leichtgewichts-Doppelzweier der Männer im Rahmen der Ruderregatta der Olympischen Sommerspiele 2016 in Rio de Janeiro wurde vom 7. bis 12. August 2016 in der Lagune Rodrigo de Freitas ausgetragen. 40 Athleten in 20 Mannschaften traten an.
Der Wettbewerb, der über die olympische Ruderdistanz von 2000 Metern ausgetragen wurde, begann mit vier Vorläufen mit jeweils fünf Mannschaften. Die jeweils erst- und zweitplatzierten Mannschaften der Vorläufe qualifizierten sich direkt für das Halbfinale A/B, während die verbleibenden zwölf Mannschaften in die beiden Hoffnungsläufe mussten. Hier qualifizierten sich noch einmal die ersten beiden Teams für das Halbfinale A/B und die vier letztplatzierten Boote für das Halbfinale C/B um die Plätze 13 bis 20. In den beiden Läufen des Halbfinals A/B qualifizierten sich jeweils die drei erstplatzierten Mannschaften für das Finale, während die viert- bis sechstplatzierten im B-Finale um Platz 7 bis 12 ruderten. Ebenso qualifizierten sich in den beiden Läufen des Halbfinals C/D jeweils die drei erstplatzierten Mannschaften für das C-Finale um Platz 13 bis 18, während die viertplatzierten im D-Finale um Platz 19 und 20 ruderten. Im Finale am 12. August kämpften sechs Mannschaften um olympische Medaillen.
Für diesen Wettbewerb galten die Regeln des Leichtgewichtsruderns. Das bedeutete, dass ein bis zwei Stunden vor jedem Wertungslauf dessen Teilnehmer in Anwesenheit eines Wettkampfrichters verwogen wurden. Individuelle Ruderer durften nicht mehr als 72,5 kg auf die Waage bringen, gleichzeitig durfte der Mannschaftsschnitt nicht über 70,0 kg liegen. Eine Mannschaft, in der nicht gleichzeitig beide Bedingungen für alle Ruderer erfüllt wären, hätte nicht weiter am Wettbewerb teilnehmen dürfen.
Die jeweils für die nächste Runde qualifizierten Mannschaften sind hellgrün unterlegt.
Das Finale gewann Jérémie Azou, der im Vorjahr Weltmeister geworden war, mit seinem neuen Partner Pierre Houin. Die Silbermedaille ging mit nur knappem Abstand an die irischen Brüder Paul und Gary O’Donovan vor Kristoffer Brun und Are Strandli aus Norwegen. Die dänischen Titelverteidiger Mads Rasmussen und Rasmus Quist verpassten das A-Finale und belegten den zehnten Rang.

## Titelträger und Ausgangslage
| Olympiasieger (London 2012)                | Dänemark Mads Rasmussen, Rasmus Quist  |
| Weltmeister (Aiguebelette 2015)            | Frankreich Stany Delayre, Jérémie Azou |
| Europameister (Brandenburg 2016)           | Irland Gary O’Donovan, Paul O’Donovan  |
| Weltbestzeit (6:05,36 min, Amsterdam 2014) | Südafrika James Thompson, John Smith   |

## Teilnehmer
| Qualifikation                     | Nation                 | Mannschaft                                      |
| --------------------------------- | ---------------------- | ----------------------------------------------- |
| Weltmeisterschaften 2015          | Frankreich             | Jérémie Azou Pierre Houin                       |
| Weltmeisterschaften 2015          | Vereinigtes Königreich | Richard Chambers William Fletcher               |
| Weltmeisterschaften 2015          | Norwegen               | Kristoffer Brun Are Strandli                    |
| Weltmeisterschaften 2015          | Südafrika              | John Smith James Thompson                       |
| Weltmeisterschaften 2015          | Italien                | Marcello Miani Andrea Micheletti                |
| Weltmeisterschaften 2015          | Deutschland            | Moritz Moos Jason Osborne                       |
| Weltmeisterschaften 2015          | Polen                  | Miłosz Jankowski Artur Mikołajczewski           |
| Weltmeisterschaften 2015          | Vereinigte Staaten     | Andrew Campbell Joshua Konieczny                |
| Weltmeisterschaften 2015          | Österreich             | Bernhard Sieber Paul Sieber                     |
| Weltmeisterschaften 2015          | Schweiz                | Michael Schmid Daniel Wiederkehr                |
| Weltmeisterschaften 2015          | Irland                 | Paul O’Donovan Gary O’Donovan                   |
| Afrikanische Qualifikation        | Angola                 | André Matias Jean-Luc Rasamoelina               |
| Lateinamerikanische Qualifikation | Brasilien              | Willian Giaretton Xavier Vela                   |
| Lateinamerikanische Qualifikation | Kuba                   | Raúl Hernández Hidalgo Liosbel Hernández Lazaga |
| Lateinamerikanische Qualifikation | Chile                  | Felipe Cárdenas Bernardo Guerrero               |
| Asiatische Qualifikation          | Volksrepublik China    | Sun Man Wang Chunxin                            |
| Asiatische Qualifikation          | Japan                  | Hiroshi Nakano Hideki Omoto                     |
| Asiatische Qualifikation          | Hongkong               | Chiu Hin Chun Tang Chiu Mang                    |
| Europäische Qualifikation         | Türkei                 | Hüseyin Kandemir Cem Yılmaz                     |
| Europäische Qualifikation         | Dänemark               | Mads Rasmussen Rasmus Quist                     |

## Vorläufe
geplant am Sonntag, 7. August 2016, verschoben auf Montag, 8. August 2016

### Vorlauf 1
| Platz | Boot        | Besatzung                         | Zeit (min) | Qualifikation  |
| ----- | ----------- | --------------------------------- | ---------- | -------------- |
| 1     | Irland      | Paul O’Donovan, Gary O’Donovan    | 6:23,72    | Halbfinale A/B |
| 2     | Italien     | Marcello Miani, Andrea Micheletti | 6:24,10    | Halbfinale A/B |
| 3     | Dänemark    | Mads Rasmussen, Rasmus Quist      | 6:33,67    | Hoffnungsläufe |
| 4     | Deutschland | Moritz Moos, Jason Osborne        | 6:40,48    | Hoffnungsläufe |
| 5     | Türkei      | Hüseyin Kandemir, Cem Yılmaz      | 6:41,67    | Hoffnungsläufe |

### Vorlauf 2
| Platz | Boot               | Besatzung                          | Zeit (min) | Qualifikation  |
| ----- | ------------------ | ---------------------------------- | ---------- | -------------- |
| 1     | Norwegen           | Kristoffer Brun, Are Strandli      | 6:24,81    | Halbfinale A/B |
| 2     | Vereinigte Staaten | Andrew Campbell, Joshua Konieczny  | 6:26,56    | Halbfinale A/B |
| 3     | Chile              | Felipe Cárdenas, Bernardo Guerrero | 6:38,95    | Hoffnungsläufe |
| 4     | Österreich         | Bernhard Sieber, Paul Sieber       | 6:43,37    | Hoffnungsläufe |
| 5     | Hongkong           | Chiu Hin Chun, Tang Chiu Mang      | 6:45,05    | Hoffnungsläufe |

### Vorlauf 3
| Platz | Boot       | Besatzung                                        | Zeit (min) | Qualifikation  |
| ----- | ---------- | ------------------------------------------------ | ---------- | -------------- |
| 1     | Frankreich | Jérémie Azou, Pierre Houin                       | 6:24,62    | Halbfinale A/B |
| 2     | Polen      | Miłosz Jankowski, Artur Mikołajczewski           | 6:27,70    | Halbfinale A/B |
| 3     | Japan      | Hiroshi Nakano, Hideki Omoto                     | 6:34,27    | Hoffnungsläufe |
| 4     | Kuba       | Raúl Hernández Hidalgo, Liosbel Hernández Lazaga | 6:39,79    | Hoffnungsläufe |
| 5     | Angola     | André Matias, Jean-Luc Rasamoelina               | 6:58,93    | Hoffnungsläufe |

### Vorlauf 4
| Platz | Boot           | Besatzung                          | Zeit (min) | Qualifikation  |
| ----- | -------------- | ---------------------------------- | ---------- | -------------- |
| 1     | Südafrika      | John Smith, James Thompson         | 6:23,10    | Halbfinale A/B |
| 2     | Großbritannien | Richard Chambers, William Fletcher | 6:25,62    | Halbfinale A/B |
| 3     | Schweiz        | Michael Schmid, Daniel Wiederkehr  | 6:29,95    | Hoffnungsläufe |
| 4     | China          | Sun Man, Wang Chunxin              | 6:30,83    | Hoffnungsläufe |
| 5     | Brasilien      | Willian Giaretton, Xavier Vela     | 6:31,13    | Hoffnungsläufe |

## Hoffnungsläufe
geplant am Montag, 8. August 2016, verschoben auf Dienstag, 9. August 2016

### Hoffnungslauf 1
| Platz | Boot     | Besatzung                                        | Zeit (min) | Qualifikation  |
| ----- | -------- | ------------------------------------------------ | ---------- | -------------- |
| 1     | Dänemark | Mads Rasmussen, Rasmus Quist                     | 7:02,78    | Halbfinale A/B |
| 2     | China    | Sun Man, Wang Chunxin                            | 7:03,88    | Halbfinale A/B |
| 3     | Kuba     | Raúl Hernández Hidalgo, Liosbel Hernández Lazaga | 7:07,17    | Halbfinale C/D |
| 4     | Chile    | Felipe Cárdenas, Bernardo Guerrero               | 7:11,38    | Halbfinale C/D |
| 5     | Türkei   | Hüseyin Kandemir, Cem Yılmaz                     | 7:13,49    | Halbfinale C/D |
| 6     | Angola   | André Matias, Jean-Luc Rasamoelina               | 7:29,73    | Halbfinale C/D |

### Hoffnungslauf 2
| Platz | Boot        | Besatzung                         | Zeit (min) | Qualifikation  |
| ----- | ----------- | --------------------------------- | ---------- | -------------- |
| 1     | Deutschland | Moritz Moos, Jason Osborne        | 7:05,36    | Halbfinale A/B |
| 2     | Österreich  | Bernhard Sieber, Paul Sieber      | 7:06,41    | Halbfinale A/B |
| 3     | Schweiz     | Michael Schmid, Daniel Wiederkehr | 7:07,90    | Halbfinale C/D |
| 4     | Japan       | Hiroshi Nakano, Hideki Omoto      | 7:11,20    | Halbfinale C/D |
| 5     | Brasilien   | Willian Giaretton, Xavier Vela    | 7:13,60    | Halbfinale C/D |
| 6     | Hongkong    | Chiu Hin Chun, Tang Chiu Mang     | 7:22,05    | Halbfinale C/D |

## Halbfinale
geplant am Mittwoch, 10. August 2016, verschoben auf Donnerstag, 11. August 2016

### Halbfinale A/B 1
| Platz | Boot               | Besatzung                          | Zeit (min) | Qualifikation |
| ----- | ------------------ | ---------------------------------- | ---------- | ------------- |
| 1     | Frankreich         | Jérémie Azou, Pierre Houin         | 6:34,43    | Finale        |
| 2     | Vereinigte Staaten | Andrew Campbell, Joshua Konieczny  | 6:35,19    | Finale        |
| 3     | Irland             | Paul O’Donovan, Gary O’Donovan     | 6:35,70    | Finale        |
| 4     | Großbritannien     | Richard Chambers, William Fletcher | 6:38,76    | B-Finale      |
| 5     | Deutschland        | Moritz Moos, Jason Osborne         | 6:59,28    | B-Finale      |
| 6     | China              | Sun Man, Wang Chunxin              | 7:01,49    | B-Finale      |

### Halbfinale A/B 2
| Platz | Boot       | Besatzung                              | Zeit (min) | Qualifikation |
| ----- | ---------- | -------------------------------------- | ---------- | ------------- |
| 1     | Südafrika  | John Smith, James Thompson             | 6:38,01    | Finale        |
| 2     | Norwegen   | Kristoffer Brun, Are Strandli          | 6:38,65    | Finale        |
| 3     | Polen      | Miłosz Jankowski, Artur Mikołajczewski | 6:40,23    | Finale        |
| 4     | Italien    | Marcello Miani, Andrea Micheletti      | 6:40,45    | B-Finale      |
| 5     | Dänemark   | Mads Rasmussen, Rasmus Quist           | 6:45,05    | B-Finale      |
| 6     | Österreich | Bernhard Sieber, Paul Sieber           | 6:53,62    | B-Finale      |

### Halbfinale C/D 1
| Platz | Boot      | Besatzung                                        | Zeit (min) | Qualifikation |
| ----- | --------- | ------------------------------------------------ | ---------- | ------------- |
| 1     | Brasilien | Willian Giaretton, Xavier Vela                   | 7:27,34    | C-Finale      |
| 2     | Kuba      | Raúl Hernández Hidalgo, Liosbel Hernández Lazaga | 7:30,13    | C-Finale      |
| 3     | Japan     | Hiroshi Nakano, Hideki Omoto                     | 7:30,64    | C-Finale      |
| 4     | Angola    | André Matias, Jean-Luc Rasamoelina               | 7:39,59    | D-Finale      |

### Halbfinale C/D 2
| Platz | Boot     | Besatzung                          | Zeit (min) | Qualifikation |
| ----- | -------- | ---------------------------------- | ---------- | ------------- |
| 1     | Schweiz  | Michael Schmid, Daniel Wiederkehr  | 7:22,15    | C-Finale      |
| 2     | Türkei   | Hüseyin Kandemir, Cem Yılmaz       | 7:24,14    | C-Finale      |
| 3     | Chile    | Felipe Cárdenas, Bernardo Guerrero | 7:24,71    | C-Finale      |
| 4     | Hongkong | Chiu Hin Chun, Tang Chiu Mang      | 7:33,47    | D-Finale      |

## Finale
Freitag, 12. August 2016

Anmerkung: Ermittlung der Plätze 1 bis 6
| Platz | Boot               | Besatzung                              | Zeit (min) |
| ----- | ------------------ | -------------------------------------- | ---------- |
| 1     | Frankreich         | Jérémie Azou, Pierre Houin             | 6:30,70    |
| 2     | Irland             | Paul O’Donovan, Gary O’Donovan         | 6:31,23    |
| 3     | Norwegen           | Kristoffer Brun, Are Strandli          | 6:31,39    |
| 4     | Südafrika          | John Smith, James Thompson             | 6:33,29    |
| 5     | Vereinigte Staaten | Andrew Campbell, Joshua Konieczny      | 6:35,07    |
| 6     | Polen              | Miłosz Jankowski, Artur Mikołajczewski | 6:42,00    |

### B-Finale
Anmerkung: Ermittlung der Plätze 7 bis 12
| Platz | Boot           | Besatzung                          | Zeit (min) |
| ----- | -------------- | ---------------------------------- | ---------- |
| 7     | Großbritannien | Richard Chambers, William Fletcher | 6:28,81    |
| 8     | Italien        | Marcello Miani, Andrea Micheletti  | 6:29,52    |
| 9     | Deutschland    | Moritz Moos, Jason Osborne         | 6:32,30    |
| 10    | Dänemark       | Mads Rasmussen, Rasmus Quist       | 6:34,72    |
| 11    | China          | Sun Man, Wang Chunxin              | 6:40,74    |
| 12    | Österreich     | Bernhard Sieber, Paul Sieber       | 6:42,19    |

### C-Finale
Anmerkung: Ermittlung der Plätze 13 bis 18
| Platz | Boot      | Besatzung                                        | Zeit (min) |
| ----- | --------- | ------------------------------------------------ | ---------- |
| 13    | Schweiz   | Michael Schmid, Daniel Wiederkehr                | 6:42,57    |
| 14    | Brasilien | Willian Giaretton, Xavier Vela                   | 6:44,80    |
| 15    | Japan     | Hiroshi Nakano, Hideki Omoto                     | 6:45,81    |
| 16    | Türkei    | Hüseyin Kandemir, Cem Yılmaz                     | 6:47,06    |
| 17    | Chile     | Felipe Cárdenas, Bernardo Guerrero               | 6:47,67    |
| 18    | Kuba      | Raúl Hernández Hidalgo, Liosbel Hernández Lazaga | 6:47,80    |

### D-Finale
Anmerkung: Ermittlung der Plätze 19 bis 20
| Platz | Boot     | Besatzung                          | Zeit (min) |
| ----- | -------- | ---------------------------------- | ---------- |
| 19    | Hongkong | Chiu Hin Chun, Tang Chiu Mang      | 6:57,95    |
| 20    | Angola   | André Matias, Jean-Luc Rasamoelina | 7:01,74    |